# 1000 (liczba)
1000 (tysiąc, skrót: tys.) – liczba naturalna następująca po 999 i poprzedzająca 1001.

## W matematyce
- 1000 jest liczbą Harshada[1]
- 1000 jest liczbą potężną[2]
- 1000 jest liczbą praktyczną[3]
- 1000 jest liczbą wesołą[4]
- 1000 jest sześcianem (103)
- 1000 jest palindromem liczbowym, czyli może być czytana w obu kierunkach, w pozycyjnym systemie liczbowym o bazie 9 (1331) oraz bazie 27 (1A1)
- 1000 należy do dwóch trójek pitagorejskich (1000, 15609, 15641), (1000, 249999, 250001).

## W nauce
- galaktyka NGC 1000
- planetoida (1000) Piazzia

## W kalendarzu
Zobacz co wydarzyło się w roku 1000, oraz w roku 1000 p.n.e.

## W miarach i wagach
- 1000 lat liczy milenium i rok 1000 jest jednocześnie jego ostatnim rokiem.
- 1000 (103) w układzie SI odpowiada przedrostek jednostki miary kilo o symbolu k

## W Biblii
- 1000 sztuk srebra dał Abimelek jako odszkodowanie Abrahamowi (Rdz 20,16)
- 1000 możnych kobiet i mężczyzn z Migdal-Sychem zginęło w podziemiach świątyni boga Baal-Berita (Sdz 9,49)
- 1000 filistynów zabił oślą szczęką Samson (Sdz 15,16)
- 1000 ofiar całopalnych złożył na ołtarzu w mieście Gibeon Salomon (1Krl 3,4)
- 1000 pokoleń ma trwać przymierze z Abrahamem (Ps 105,8)
- 1000 tarcz zawieszono na wieży Dawida (Pnp 4,4)
- 1000 szekli srebra wynosił czynsz za winnicę Salomona (Pnp 8,11)
- 1000 lat życia również nie będzie obciążeniem w życiu wiecznym Szeolu (Syr 41,7)
- 1000 razy wzrośnie lud sprawiedliwy po odnowieniu Jerozolimy (Iz 60,22)
- 1000 żołnierzy miasta zostanie wysłanych i ocaleje 100 (Am 18,4)
- 1000 żołnierzy pod komendę otrzymał Dawida od króla Saula (1Sm 18,13)
- 1000 kroków, które jeśli zmuszony jest przejść z kimś, to przejdź 2000 (Mt 5,41)
- 1000 lat ma trwać pokój Jezusa i ograniczenie władzy Szatana (Ap 20,2-7)